# 鍾琬媛
鍾琬媛（英語：Bonix Chung Yuen-wun，1986年11月3日—），香港本土派政治家，熱血公民前成員，曾在荷蘭留學，擁有荷蘭註冊建築師資格 (Bureau Architectenregister)。曾於《熱血時報》節目《索書號》、《熱血劇場》及《The Crazy Ones》擔任節目主持。

## 經歷
鍾琬媛畢業於北角循道學校及庇理羅士女子中學，2008年香港大學建築系畢業後到荷蘭代爾夫特理工大學取得建築理學碩士學位。2012年加入熱血時報成為網台主持，其後於2015年10月辭職，專注籌備參選2016年香港立法會選舉，當時花名「零死角女神」。選舉結束後，漸淡出政壇，並於2017年9月5日宣布退出熱血公民。

## 參與選舉

### 2016年香港立法會選舉
- 2016年3月24日，鍾琬媛於MyRadio節目《毓民踩場》表示有考慮代表熱血公民出選的意欲[1]。
- 2016年7月16日，前往東區法院大樓，聯同鄭錦滿正式報名參選立法會選舉香港島地區直選議席，並排在候選名單次席。[2][3][4]
- 2016年8月1日，簽署確認書後，與鄭錦滿雙雙獲得參選資格。[5]
- 2016年9月4日，所屬候選名單得到22,555張地區選票，得票排名第八而未能當選。

## 外部連結
- Bonix Chung 鍾琬媛的Facebook專頁[]（已關閉）